# Democrinus japonicus
Democrinus japonicus is een haarster uit de familie Bourgueticrinidae.
De wetenschappelijke naam van de soort werd in 1927 gepubliceerd door Torsten Gislén.